# Damien Raux
Damien Raux (* 3. November 1984 in Rouen) ist ein französischer Eishockeyspieler, der seit 2012 bei den Scorpions de Mulhouse in der Ligue Magnus unter Vertrag steht.

## Karriere
Damien Raux begann seine Karriere als Eishockeyspieler in seiner Heimatstadt in der Nachwuchsabteilung der Dragons de Rouen, für deren Profimannschaft er in der Saison 2002/03 sein Debüt in der Saison 2002/03 sein Debüt in der höchsten französischen Spielklasse gab und mit der er auf Anhieb Französischer Meister wurde. Nach einem weiteren Jahr in Rouen, wechselte er zur Saison 2004/05 innerhalb der Ligue Magnus zu den Chamois de Chamonix. Dort blieb er ebenso ein Jahr lang wie anschließend bei den Drakkars de Caen und seinem Heimatverein Dragons de Rouen. 
Von 2007 bis 2011 stand Raux bei den Diables Rouges de Briançon unter Vertrag, mit denen er 2010 die Coupe de France, den nationalen Pokalwettbewerb, gewann. Die Saison 2011/12 begann der Nationalspieler bei den Brûleurs de Loups de Grenoble, wechselte jedoch bereits nach nur drei absolvierten Spielen zum Ligarivalen Ducs d’Angers. Im Sommer 2012 schloss er sich dem Aufsteiger Scorpions de Mulhouse an.

### International
Für Frankreich nahm Raux im Juniorenbereich an der U18-Junioren-Weltmeisterschaft der Division II 2002 sowie den U20-Junioren-Weltmeisterschaften der Division I 2003 und 2004 teil. im Seniorenbereich stand er im Aufgebot seines Landes bei den Weltmeisterschaften 2008, 2009, 2010, 2011 und 2012.

## Erfolge und Auszeichnungen
- 2003 Französischer Meister mit den Dragons de Rouen
- 2009 Ligue Magnus All-Star Team
- 2010 Ligue Magnus All-Star Team
- 2010 Coupe de France mit den Diables Rouges de Briançon
- 2014 Französischer Meister mit den Diables Rouges de Briançon

### International
- 2002 Aufstieg in die Division I bei der U18-Junioren-Weltmeisterschaft der Division II